# لا تخطيئية
اللا تخطيئية أو المعصومية (Infallibilism) فلسفة تقول بأن المعرفة أو الحقيقة المطلقة من الممكن الحصول عليها، وهي تعارض الفلسفة التخطيئية (Fallibilism). قد تكون المعتقدات الأخرى مبررة منطقيا ، لكنها لا ترقى إلى مستوى معين من المعرفة ما لم تكن مؤكدة بالكامل.